# Bölkstoff
Unter der Marke Bölkstoff produzierte ab 1990 die Gilde-Brauerei aus Hannover, seit 2001 die Flensburger Brauerei ein helles, untergäriges Pilsener.

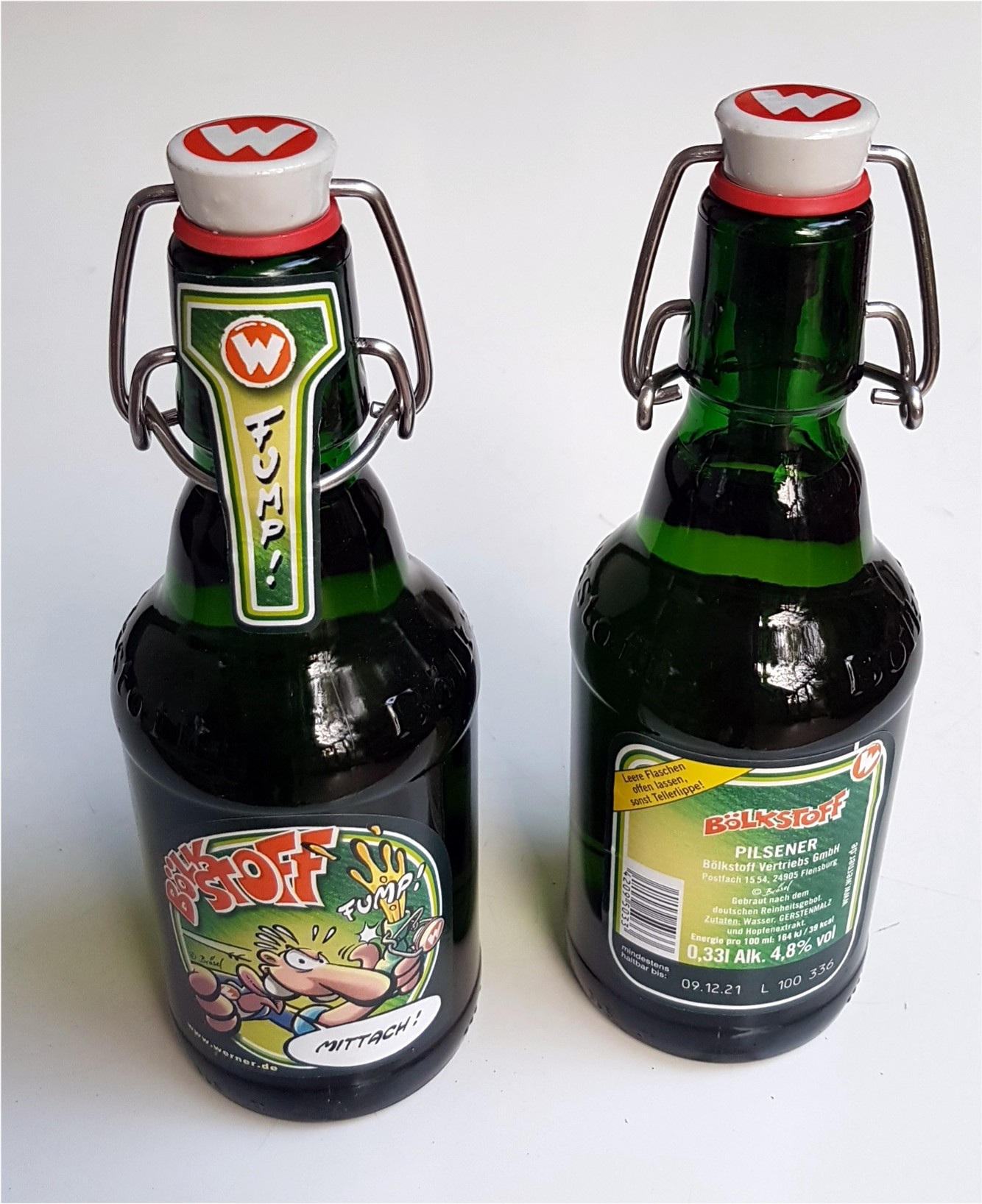
Bölkstoff in der Bügelflasche

## Entstehung
Die Wortschöpfung Bölkstoff stammt von Holger Henze, dem Texter der von Rötger Feldmann gezeichneten Werner-Comics. In einem Interview erzählte Henze, die Idee sei ihm gekommen, weil betrunkene Leute immer lauter werden und es sich irgendwann anhöre, als würden sie bölken.
Bölkstoff gab es zunächst nur als fiktive Biermarke in den Geschichten um die Comicfigur Werner. Ursprünglich schworen die Helden der Geschichten noch auf das Bier der Flensburger Brauerei („Flens“) (dem Vernehmen nach ohne dafür Zahlungen aus Flensburg erhalten zu haben). Später war in den Geschichten zunehmend von Bölkstoff und Flaschbier als allgemeine Bezeichnung für Bier die Rede.
Bedingt durch das so genannte „Werner-Rennen“ im Sommer 1988 in Hartenholm häuften sich die Anfragen von Fans nach einem Bier namens Bölkstoff. Rötger Feldmann, alias Brösel, plante daraufhin, selbst ein Bier unter diesem Namen auf den Markt zu bringen, und gründete dafür am 24. Januar 1989 die Firma „Flaschbier und Bölkstoff Handelsgesellschaft mbH“. Zuerst hatte Feldmann vor, diese Pläne schon um 1988/89 mit der Flensburger-Brauerei zu verwirklichen, aber als auf dem Titelbild eines der darauf folgenden Comics („Besser is das“, wo das Selberbierbrauen bereits angekündigt wurde) der Protagonist eine Flasche Bölkstoff deutlich in der Hand hielt, führte dies zum Bruch mit der Flensburger-Brauerei. Diese sah in der Kombination aus Titel und bildlicher Darstellung in Verbindung mit dem Spruch, sowie der Tatsache, dass die Figuren der Comicserie zuvor stattdessen noch Flensburger getrunken hatten, vergleichende Werbung, kündigte die Pläne zur Zusammenarbeit auf und erwirkte gerichtlich, dass der Buchtitel geschwärzt werden musste. Der Band wurde daher auch unter dem Namen „Werner - XXXXX“ bekannt.
Als Feldmann im Frühjahr 1989 mit der Gilde-Brauerei in Hannover einen neuen Produzenten für das Bier namens Bölkstoff gefunden hatte, musste er feststellen, dass sich ein Geschäftsmann aus dem ostholsteinischen Ahrensbök bereits die Namensrechte markenrechtlich gesichert hatte. Feldmann musste daraufhin erst umständlich die Rechte für den Namen Bölkstoff käuflich erwerben, um die Produktion starten zu können, was die Auslieferung des Bieres um weitere zwei Jahre verzögerte. In der Zwischenzeit ließ er am 20. Mai 1989 bereits das von ihm gezeichnete Etikett beim Deutschen Patentamt eintragen; am selben Tag ließ Brösel auch eine Variante mit dem Alternativschriftzug Flaschbier registrieren.
Das Bölkstoff-Bier wurde schließlich 1989/1990, vor dem Start des Films Werner – Beinhart! Ende 1990, durch die Gilde-Brauerei Hannover als Bügelflasche (wie das Vorbild Flensburger Pilsener) auf den Markt gebracht. Nach Übernahme der Gilde-Brauerei durch die InBev-Gruppe wurde die Marke Bölkstoff verkauft – nunmehr an die Flensburger-Brauerei, die seit 2002 das Bier mit einem neuen Flaschen- und Dosendesign herstellt.